# Visayia
Visayia is een geslacht van rechtvleugeligen uit de familie veldsprinkhanen (Acrididae). De wetenschappelijke naam van dit geslacht is voor het eerst geldig gepubliceerd in 1944 door Rehn.

## Soorten
Het geslacht Visayia  is monotypisch en omvat slechts de volgende soort:
- Visayia samarensis (Rehn, 1944)